# 21505 Bernert
21505 Bernert è un asteroide della fascia principale. Scoperto nel 1998, presenta un'orbita caratterizzata da un semiasse maggiore pari a 2,2476603 UA e da un'eccentricità di 0,0919778, inclinata di 5,83334° rispetto all'eclittica.